# Giulio Giuliano
Giulio Giuliano (latino: Iulius Iulianus; fl. 314-325) è stato un prefetto romano di età imperiale.
Il suo nome è talvolta tramandato come Ionio Giuliano (latino: Ionius Iulianus).

## Biografia
Giuliano fu il padre di Basilina, madre dell'imperatore romano Giuliano (360-363); ebbe anche un figlio omonimo, che fu Comes Orientis durante il regno del nipote.
Prefetto d'Egitto nel 314, divenne vir eminentissimus e prefetto del pretorio nel 315, tenendo questa carica sotto Licinio fino al 324, quando, malgrado la vittoria di Costantino I su Licinio, il nuovo unico imperatore lodò l'amministrazione quasi decennale di Giuliano ponendola ad esempio per i propri amministratori: Costantino lo nominò console posterior per il 325.